# Volcán Moyuta
El volcán Moyuta está ubicado en el municipio de Moyuta, departamento de Jutiapa al oriente de Guatemala y tiene una altura de 1662 metros. 
El nombre Moyuta viene del náhuatl y quiere decir "lugar en donde abundan los mosquitos". En las faldas de este volcán se cultiva café y el ascenso se hace a través de las plantaciones.
La cumbre de este volcán está cubierta con cafetales. Sin embargo, en algunas partes puede observar parte del valle de Moyuta y el Océano Pacífico. Pero, en muchas ocasiones, no observa nada porque la cumbre está cubierta con niebla.

## Recomendaciones para los escaladores
- Este volcán se puede subir en un día, pero se recomienda iniciar el ascento a más tardar a las 6:00 a. m. para que se inicie el descenso a la 1:00 p. m. aproximadamente.
- Se recomienda llevar dos litros de agua así como un par de sándwiches y unas frutas.

## Ruta Turística

### Géiser Los Ausoles
En este mismo lugar, en el caserío Los Ausoles, se encuentra un géiser. Un géiser es agua subterránea calentada por gases y rocas calientes, expulsada por la presión de vapor acumulado.
Este lugar está ubicado en una barranca por lo que hay que bajar. Se recomienda llevar 2 litros de agua y un sombrero ya que el regreso es difícil por el calor que impera en la zona.

### Cueva y balneario Andá Mirá
Esta es una cueva-balneario ubicada en Jalpatagua. Este balneario está localizado a 8 km de la frontera con El Salvador. 
Tomar la carretera que conduce a Jutiapa y en el lugar que se conoce como El Molino, seguir hacia la derecha en dirección de Jalpatagua, hasta llegar al desvío que conduce a este municipio. En total se recorren 116 km desde la ciudad de Guatemala.
Al llegar a Moyuta, estacionar el vehículo y buscar la vereda hacia el volcán.
Si viaja en camioneta tome la que se dirige a este municipio.
El tiempo de ascenso es de 2 horas y media y el de descenso también es de 2 horas, aproximadamente.